# Pietra (go)

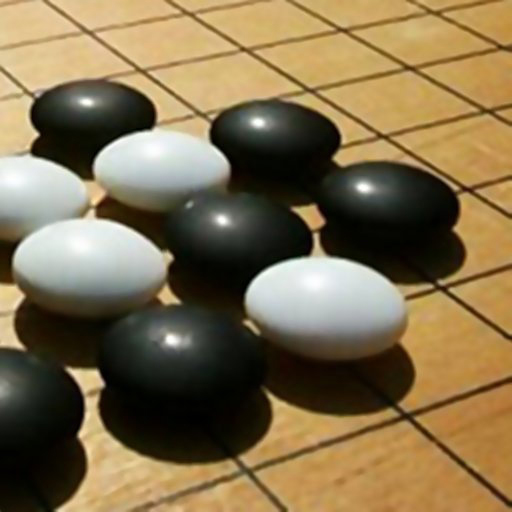
pietre da Go durante una partita

Nella terminologia del gioco del Go si chiamano pietre (in giapponese go-ishi) le pedine bianche o nere disposte dai giocatori sul goban. Nonostante siano oggetti molto semplici sono tenute in grande considerazione dagli appassionati e dai collezionisti.

## Numero
In teoria ogni giocatore dispone di un numero infinito di pietre, le regole del Go non prevedono che un giocatore possa terminare le pietre a sua disposizione. Per tradizione si considerano 180 pietre bianche e 181 pietre nere, la pietra in più viene attribuita al nero per via del fatto che il giocatore nero inizia sempre per primo. In realtà questo conto proviene dal fatto che un goban ha solitamente 19 linee verticali e 19 orizzontali, per un totale di 361 incroci, se ogni giocatore posizionasse una pietra del proprio colore fino a riempire completamente la tavola e senza eliminare pietre avversarie alla fine sul goban sarebbero presenti 181 pietre nere e 180 bianche. 
Nella maggior parte dei casi comunque alla fine della partita ci saranno tra le 80 e le 200 intersezioni ancora libere.

## Caratteristiche delle pietre
Contrariamente a quanto accade in molti altri giochi da tavolo quali gli scacchi, le pietre da Go sono tutte identiche, tranne che per alcuni accorgimenti descritti di seguito. Le pietre sono solitamente dei piccoli oggetti lenticolari biconvessi, lisce e prive di decorazioni. Nella cultura cinese le pietre sono piatte da una parte e convesse dall'altra. In Europa, dove il gioco è arrivato dal Giappone, si usano solitamente pietre biconvesse, anche se ultimamente è considerato di moda pietre piano-convesse.

### Dimensioni
Le dimensioni dei materiali necessari per il Go sono piuttosto stabili. La spaziatura tra le righe del goban è fissa e le pietre devono adattarsi a quelle misure. Spesso però il diametro delle pietre nere è leggermente maggiore di quello delle bianche, questo è un accorgimento dovuto all'effetto ottico per cui le pietre bianche sembrerebbero più grandi qualora avessero un diametro identico. La differenza maggiore si riscontra per quanto riguarda lo spessore delle pietre, che varia solitamente dai 7 agli 11 millimetri, le pietre economiche in plastica e quelle piano-convesse sono invece più sottili, sui 6 millimetri circa.

### Materiale
Contrariamente a quanto suggerisce il nome le pietre da Go non sono quasi mai di pietra. Anche se è possibile trovarne di marmo o di pietre preziose nella maggior parte dei casi sono in vetro colorato. Le pietre fatte secondo tradizione sono in ardesia le nere  e in madreperla le bianche, spesso sono fabbricate a mano, rendendole oggetti discretamente costosi. Al di là di questi materiali se ne trovano di molte varietà, da quelle economiche in plastica a quelle in ceramica, bambù o corallo.